# Messenger of Death
Messenger of Death é um filme policial dos Estados Unidos de 1988, realizado por J. Lee Thompson. 

## Resumo
Na sua própria casa as mulheres e crianças de Orville Beecham (Charles Dierkop), um mórmon, são vítimas de um terrível massacre.
A polícia tem provas para acreditar que o crime tem motivos religiosos, mas Orville decide não fazer nenhuma declaração sobre o caso enquanto ele é mantido sob protecção policial. Um repórter policial do jornal americano Denver Tribune, Garret Smith (Charles Bronson), envolve-se na mesma investigação e depressa encontra as razões económicas que motivaram os crimes horrendos.

## Elenco
- Charles Bronson (Garret Smith)
- Trish Van Devere (Jastra Watson)
- Laurence Luckinbill (Homer Foxx)
- Daniel Benzali (Chefe Barney Doyle)
- Marilyn Hassett (Josephine Fabrizio)
- Charles Dierkop (Orville Beecham)
- Jeff Corey (Willis Beecham)
- John Ireland (Zenas Beecham)
- Penny Peyser (Trudy Pike)
- Jon Cedar (Saul)
- Tom Everett (Wiley)
- Duncan Gamble (Tenente Scully)
- Bert Williams (Xerife Yates)

## Ficha Técnica
Título Original: Messenger of Death 
- Género: Policial
- Tempo de Duração: 91 minutos
- Ano de Lançamento (EUA): 1988
- Estúdio: Golan-Globus / The Cannon Group Inc.
- Distribuição: Cannon Films
- Realizador: J. Lee Thompson
- Argumento: Paul Jarrico, baseado no livro de Rex Burns
- Produção: Pancho Kohner
- Música: Robert O. Ragland
- Fotografia: Gideon Porath
- Direcção de Arte: Whitney Brooke Wheeler
- Guarda-Roupa: Shelley Komarov
- Edição: Peter Lee-Thompson